# ASTIS
La empresa ASTIS (アスティス Asutisu?), cuya denominación en inglés es "ASTIS CO., LTD", es una distribuidora japonesa que se concentra en medicamentos, artículos de higiene y de tocador. Su sede central se encuentra en la Ciudad de Matsuyama de la Prefectura de Ehime.

## Características
En la actualidad es parte del Grupo Suzuken (スズケングループ Suzuken Gurūpu?). 
La denominación toma la primera letra de los nombres antiguos de las prefecturas de la Región de Shikoku, "A" por "Awa" (Prefectura de Tokushima), "S" por "Sanuki" (Prefectura de Kagawa), "T" por "Tosa" (Prefectura de Kochi) e "I" por "Iyo" (Prefectura de Ehime), a esto le suma la primera letra de la región que conforman, "S".

## Datos
- Razón social: ASTIS S.A. (株式会社アスティス Kabushikigaisha Asutisu?)
- Fundación: 1° de abril de 1948 como Daishin Yakuhin S.A. (大新薬品株式会社 Daishin Yakuhin Kabushikigaisha?)
- Director ejecutivo: Koji Fujita (藤田皓二 Fujita Kōji?)
- Sede central: 〒791-0102 Takanomachi kō 1-1, Ciudad de Matsuyama, Prefectura de Ehime
- Teléfono: 089-960-9001
- Cantidad de empleados: 496 (a abril de 2007)

## Historia
- 1719: en el Pueblo de Kawauchi (川内町 Kawauchi-machi?) del Distrito de Itano (板野郡 Itano-gun?), en la actualidad parte de la Ciudad de Tokushima, de la Prefectura de Tokushima se funda Suzue Nisshindo (鈴江日進堂 Suzu'e Nisshindō?).
- 1890: Suzue Nisshindo se muda al Pueblo de Nishijin (西新町 Nishijin-machi?).
- 1948: en abril Daishin Yakuhin S.A. es fundada por Jiro Fujita (藤田二郎 Fujita Jirō?) en la Ciudad de Niihama de la Prefectura de Ehime.
- 1949: en abril Suzue Nisshindo se organiza como una sociedad anónima.
- 1963: Suzue Nisshindo absorbe Fujitani Yakuhin (冨士谷薬品?) de la Ciudad de Komatsushima (小松島市 Komatsushima-shi?) de la Prefectura de Tokushima.
- 1968: en junio Daishin Yakuhin absorbe Shinshin Yakuhin (新進薬品?), el cual concentraba sus operaciones en la Región de Nanyo de la Prefectura de Ehime.
- 1985: en junio Daishin Yakuhin absorbe a Suzue Nisshindo, cambiando su razón social por el de Eiwa S.A. (株式会社エイワ Kabushikigaisha Eiwa?).
- 2000: en abril se fusionan Eiwa, Kambara Yakugyo (神原薬業 Kambara Yakugyō?) y Yakuo (ヤクオー Yakuō?), cambiando su razón social por el de ASTIS S.A.
- 2001: en enero absorbe Kunimi Yakuhin (クニミ薬品?) de la Prefectura de Tokushima.
- 2004: en octubre pasa a ser una empresa del Grupo Suzuken.